# Czerwonka
Czerwonka [pronunciación en polaco: /t͡ʂɛrˈvɔnka/] es un pueblo ubicado en el distrito administrativo de Gmina Żelechlinek, dentro del Condado de Tomaszów Mazowiecki, Voivodato de Łódź, en Polonia central. Se encuentra aproximadamente a 8 kilómetros al este de Żelechlinek, a 22 kilómetros al norte de Tomaszów Mazowiecki, y a 47 kilómetros al este de la capital regional Łódź.